# Telostegus
Telostegus — род дорожных ос (Pompilidae).

## Распространение
Палеарктика. В Европе 3 вида.

## Описание
Охотятся и откладывают яйца на пауков, которых парализуют с помощью жала. Личинки эктопаразитоиды пауков. Основание усиков расположено ближе к наличнику, чем к глазку. Коготки равномерно изогнутые. Вершина средней и задней голеней помимо шпор несёт шипы разной длины. Верх задних бедер с 1-5 предвершинными короткими прижатыми шипиками.

## Классификация
- Telostegus argyrellus
- Telostegus cretensis Priesner, 1965 — Австрия, Болгария, Греция, Франция
- Telostegus delicatus Haupt, 1930
- Telostegus inermis (Brullé, 1832)